# Zagorski kadiluk
Zagorski kadiluk, Kliški kadiluk, kadiluk Zagorje odnosno kadiluk Klis, osmanska upravna jedinica na osvojenim područjima južne Hrvatske. Bio je dijelom sandžaka kliškog, hrvatskog i primorskog. Kadiluk je osnovan 1580. godine. Sjedište je bilo u Klisu. Prostirao se je područjem između Cetine i Čikole. Obuhvaćao je nahije Radobilju, Poljica, Klis, Sinj i Cetinu, Dicmo, Zminje polje, Zagorje, Vrliku, Petrovo polje, odnosno Drniš, i Petrovu goru. Upravna jedinica postojala je sve do konačna oslobađanja Klisa od Turaka 1648. godine.